# Statue du Christ des Ozarks
La statue du Christ des Ozarks est une sculpture monumentale de Jésus située à Eureka Springs en Arkansas et placée au sommet de la montagne magnétique. 
Elle a été érigée en 1966 par Gerald L.K. Smith (en).
La statue, qui fait plus de 20 m de haut, est principalement le travail d'Emmit Sullivan.
Son travail est moderniste et minimaliste, car les formes sont simplifiées et les proportions ne sont pas réalistes.
Il existe une similitude dans la position de Jésus ainsi que pour le drapé de sa tunique avec la Statue du Christ Rédempteur de Rio de Janeiro.
Le Christ des Ozarks est brièvement décrit dans le film de 2005 Rencontres à Elizabethtown. On la voit dans la saison 3 de True Detective, dans l'enquête menée par trois nouveaux policiers : Wayne Hays, Roland West et Nick Bonnel.